# Karon O. Bowdre
Karon Lynn Owen Bowdre (Geburtsname: Karon Lynn Owen; * 25. April 1955 in Montgomery, Alabama) ist eine US-amerikanische Juristin, die unter anderem zwischen 2013 und 2019 Präsidentin des US-Bezirksgerichts für den nördlichen Bezirk von Alabama (Chief Judge of the United States District Court for the Northern District of Alabama) war.

## Leben
Karon Lynn Owen Bowdre absolvierte nach dem Schulbesuch ein grundständiges Studium an der Samford University, welches sie 1977 mit einem Bachelor of Arts (B.A.) beendete. Ein darauf folgendes Studium der Rechtswissenschaften an der Cumberland School of Law der Samford University schloss sie 1981 mit einem Juris Doctor (LL.B.) ab und arbeitete nach ihrer anwaltlichen Zulassung zwischen 1981 und 1982 als juristische Mitarbeiterin von Junius Foy Guin, Jr., einem Richter am US-Bezirksgericht für den nördlichen Bezirk von Alabama. Nachdem sie zwischen 1982 und 1991 als Rechtsanwältin tätig gewesen war, übernahm sie 1990 eine Professur an der Cumberland School of Law der Samford University und lehrte dort bis 2001.
Am 2. August 2001 wurde Karon O. Bowdre erstmals als Bundesrichterin für das US-Bezirksgericht für den nördlichen Bezirk von Alabama (United States District Court for the Northern District of Alabama) nominiert. Da jedoch keine Zustimmung des US-Senats erfolgte, wurde sie am 4. September 2001 durch US-Präsident George W. Bush für den vakanten Sitz von Sam C. Pointer, Jr. erneut als Bundesrichterin am Bezirksgericht für den nördlichen Bezirk von Alabama nominiert. Nach der Zustimmung des US-Senats am 6. November 2001 trat sie dieses Amt offiziell am 8. April 2001 an. Als Nachfolgerin von Sharon Lovelace Blackburn übernahm sie am 18. November 2013 auch das Amt als Präsidentin des US-Bezirksgericht für den nördlichen Bezirk von Alabama (Chief Judge of the District Court for the Northern District of Alabama) und bekleidete dieses bis zum 31. Dezember 2019, woraufhin L. Scott Coogler sie ablöste. Am 25. April 2020 schied sie aus dem aktiven Richterdienst und wurde daraufhin Senior Judge, während Anna M. Manasco zur neuen Bundesrichterin für das US-Bezirksgericht für den nördlichen Bezirk von Alabama ernannt wurde.